# Toyoura
Toyoura (japanska: 豊浦町?, Toyoura-chō) är en landskommun (köping) i Hokkaido prefektur i Japan.